# アウト・オブ・ノイズ
『アウト・オブ・ノイズ』(out of noise) は、2009年3月4日に発売された坂本龍一のオリジナル・アルバム。

## 解説
前作の『キャズム』から5年ぶりの本作は、音楽に関わる全ての要素を脱構築し、繰り返し演奏、不協和音、環境音など、現代音楽的な手法を全面的に取り入れている。結果として、音楽の三要素である旋律、和音、拍子の何れもが存在せず、楽器音、環境音、電子音が聴き分けられない程に融合している。
2008年10月、北極圏で録音した「氷河の下を流れる水の音」「そりを引く犬の鳴き声」「氷の洞穴で鳴らしたベルの音」などの音を含んでいる。
フルアートワークCDとパッケージレスCDでリリース。
本作の売上の一部を活用してカーボンオフセットが行われた。
2024年9月25日、本作のリマスター版『out of noise - R』が CD、LP、配信でリリースされた。
収録曲が一部異なり、オリジナル11曲目の「to stanford」が未収録。代わって未発表曲「081121_high」が追加されている。

## 収録曲
全作曲：坂本龍一（特記以外）

### CD
1. hibari
ピアノ曲。元々、即興で弾いたピアノのフレーズのループを、さらにコピーして少しだけ長さを変えたフレーズが同時に鳴るようにしている。少しずつずれ、最後に合うように終わる。坂本お気に入りのピアニストであるグレン・グールドが、夏目漱石の『草枕』の大ファンで、彼が『草枕』を元に曲を書こうとしていたかもしれないという話を聞き、草枕の冒頭にヒバリが声を出して飛び立つシーンが音楽的と思い着想を得た。坂本はレコーディングの合間に『草枕』を読んでいる。
2023年公開の映画『怪物』に使用された。
2. hwit
イギリスの弦楽団フレットワーク（Fretwork）によるヴィオラ・ダ・ガンバを用いた演奏。11声部を多重録音した。曲名は古い英語で「white」の意味。白い世界をイメージしたものであるが、聴く人によってはカラフルにも捉えられるが、それは聴く側で自由に判断してほしいとコメントしている。
2016年公開の映画『蜃気楼の舟』のテーマとして使用された。2023年公開の映画『怪物』に使用された。
3. still life
坂本のピアノの即興を聴いて前出のフレットワークが演奏したもの。20種類ほどのフレーズを、フレットワークの全員が異なるテンポで演奏している。東野珠実演奏による雅楽器の笙（しょう）と清水ひろたか演奏のエレクトリックギターが使用されている。曲名は「静物画」という意味。
4. in the red
アルバムで唯一、人の声がサンプリングされて使用されており、ニューヨークで家を火事で失った黒人のおじさんのもの。意味は「すべてを失っているけれども平気だよ。生きているから」で、その言葉に感動した坂本が1時間ごとに同じニュースが流れるのを待ち、レコーダー（ローランド・EDIROL R-09）で録音した。左右のエレキギターは小山田圭吾、中央のギターはクリスチャン・フェネス、ペダル・スティールを高田漣が演奏。中古のエレクトリックピアノ（WURITZER 200A、en）が使用されている。
5. tama
曲名は「魂」「言霊（ことだま）」を意味する。鈴のような音は坂本の自宅で録音した備長炭の音をサンプリングしたもの。笙とヴァイオリンがコラボレーションされている。ヴァイオリンはニューヨーク在住のロブ・ムース（Rob Moose）で、坂本からは当初「できる限りゆっくり弾け、笙にぶつかる音を弾け」と指示を出し、3〜4回録音後に再度「自分の音を聞きながらタイミングも使う音も合わせないで弾け」と指示していた。高度な要求にもロブは応えた。
6. nostalgia
ピアノのハーモニーとささやくようなバイオリンが特徴的な曲。ビブラートをかけないバイオリンは前曲「tama」でも演奏しているロブによるもの。曲名は「郷愁」「故郷」という意味で、すでになくなってしまった場所・物・人を思い出したりする気持ちを指している。ロシア人のタルコフスキーによる同名の映画（『ノスタルジア』）から影響も受けている。
7. firewater
東大寺のお水取りで、大きなたいまつを持ってお坊さんがお堂を動き周る姿からインスピレーションを与えられた。火だるまが暴れまくるような曲で、これまでの静かな曲調を断ち切っている。
8. disko
北極圏3部作の1曲目。グリーンランドのディスコ島で飼われている犬の鳴き声を録った音をループして使用している。ギターは小山田圭吾によるもの。
9. ice
北極圏3部作の2曲目。北極の海中に5mほどマイクを沈めて録った音を使用している。「シャワシャワ」した音は氷の粒がぶつかった時に出る音。ギターは小山田圭吾によるもの。
10. glacier
北極圏3部作の3曲目。氷河に自然にできた洞窟で鳴らした鈴の音や氷河の下を流れる水の音を録音したものを使用している。録音当時、風が強く、結局鈴の音がきれいに録音できたのは2回しかなかったが、その2回とも使われている。
11. to stanford
  - 作曲：コトリンゴ

ピアノ連弾。元はコトリンゴのアルバム『Sweet Nest』に収録されていたもので、2008年8月に坂本主催で行われたロハス・コンサートで坂本がコトリンゴと連弾し、そのとき気に入ったため、ニューヨークで坂本が一人で二人分を録音した。コトリンゴはこの曲を「坂本っぽすぎる」と考えていたが、坂本はそうは聴こえていない。演奏はオリジナルに忠実であるが、ピアノの弾き方が異なるためか、原曲より和音が複雑のように聴ける。
12. composition 0919
ピアノ曲。自宅のアップライトピアノを用いて録音している。「0919」は作曲した日付のことを指す。曲は坂本も出演している携帯電話（SoftBank 930SC）のCMのために書いたもので、CMの方はビートが加えられている。ただし、坂本が音楽的にやりたかったのは本アルバムに収録されている方であるとコメントしている。12曲目になった理由は、1曲目の「hibari」に戻ったときに自然に聴けるためである。ミニマルとずらしという点では「hibari」と関連性がある。エンディングではまったく同じ音を少しずつずらしている。

### アナログ盤
2枚組の限定盤。

#### 1枚目

##### A面
1. hibari
2. hwit
3. still life

##### B面
1. in the red
2. tama
3. nostalgia
4. firewater

#### 2枚目

##### A面
1. disko
2. ice
3. glacier

##### B面
1. to stanford
2. composition 0919